# Pescara
Pescara est une ville et une commune italienne de la province du même nom, dans la région des Abruzzes.

## Géographie

### Situation
Pescara est établie sur les bords de la mer Adriatique, à l'embouchure du fleuve Aterno-Pescara. Située à 210 km de Rome, c'est la principale agglomération des Abruzzes, au sein d'une conurbation la reliant à Chieti.
Importante station balnéaire, elle bénéficie d'un climat méditerranéen aux étés chauds et secs et aux hivers doux et humides, avec d'importants vents marins.

### Frazione
Les différents frazione de la commune sont : Colle della Pietra, Colle di Mezzo, Colle Marino, Colle San Donato, Collescorrano, Fontanelle, Fontanelle Alta, Madonna del Fuoco, San Donato, San Silvestro, San Silvestro Spiaggia et Santa Filomena.

## Toponymie
À l'époque romaine, le nom de la ville est Aternum. Le nom Pescara est tiré de celui du fleuve Piscarius dont l'embouchure était réputée riche en poissons. En dialecte des Abruzzes, le nom est Pescàre. Il existe une forme en français Pesquaire.

## Histoire

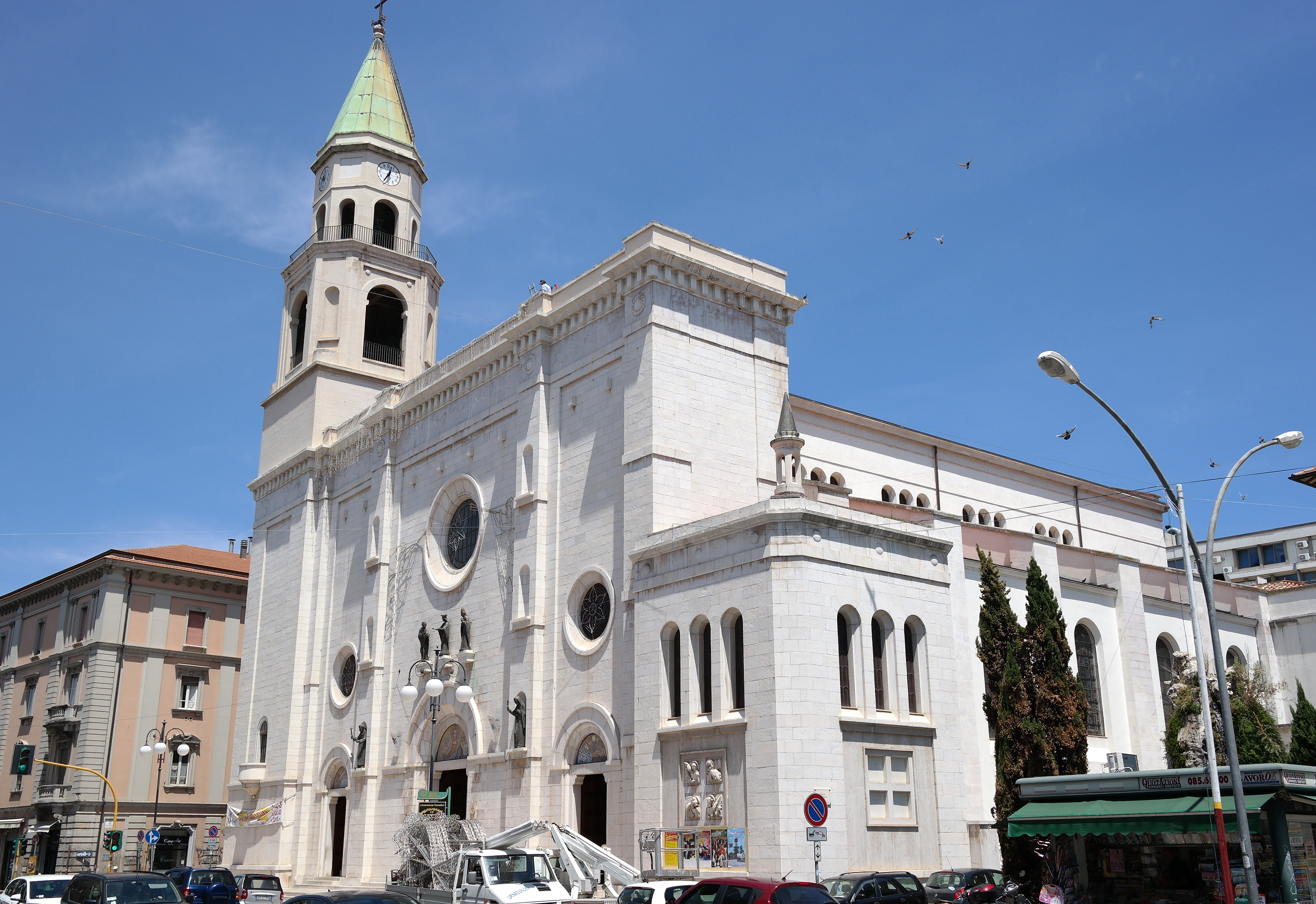
La cathédrale de San Cetteo.

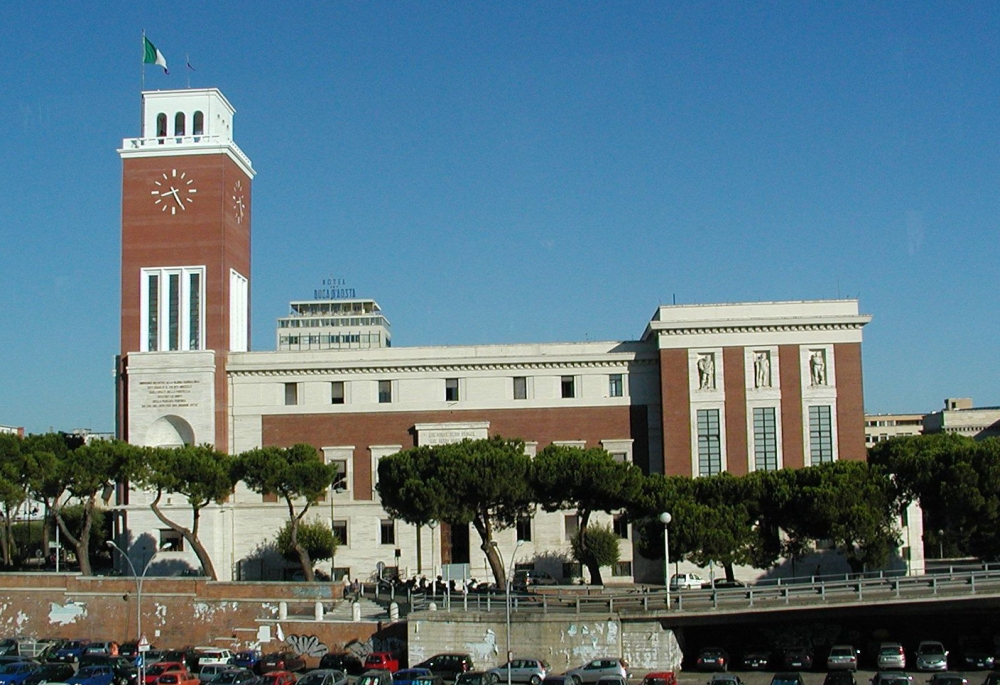
Le bâtiment gouvernemental.

Les premiers habitants de Pescara s'établissent sur le site dans l'Antiquité sur les rives du fleuve Aterno-Pescara, près de l'embouchure, formant une ville nommée Vicus Aterni, puis Aternum et Ostia Aterni. Vers l'an 1000, la localité prend le nom de Piscaria, en référence à cette zone très poissonneuse.
La cité est marquée par les conquêtes normandes en 1140 et de Charles Quint au XVIe siècle. Une période plus florissante lui succède au XVIIe siècle, tant sur le plan économique que démographique. Lors des guerres napoléoniennes, Pescara est une importante place forte militaire pour les Français. 
Au XIXe siècle, elle est au cœur des luttes pour l'unification de l'Italie, alors qu'elle se situe dans le royaume de Naples.
Le 2 janvier 1927, en pleine période mussolinienne, un décret permet la réalisation d'une véritable ville[pas clair][Laquelle ?] au sein de la province de Pescara. Les bombardements de 1943 tuent 3 000 personnes et détruisent une partie de la ville.
Pescara se développe beaucoup ces dernières décennies, s'affirmant comme une importante métropole régionale de la côte Adriatique, à l'économie diversifiée mais avec une importante fonction touristique.

## Politique et administration

### Administration municipale
| Période         | Période         | Identité            | Étiquette              | Qualité                            |
| --------------- | --------------- | ------------------- | ---------------------- | ---------------------------------- |
| 5 décembre 1993 | 4 décembre 1994 | Mario Collevecchio  | PDS                    |                                    |
| 4 décembre 1994 | 8 juin 2003     | Carlo Pace          | AN                     | Professeur d'université, ingénieur |
| 8 juin 2003     | 5 janvier 2009  | Luciano D'Alfonso   | DL puis PD             |                                    |
| 5 janvier 2009  | 7 juin 2009     | Camillo D'Angelo    | PD                     |                                    |
| 7 juin 2009     | 15 juin 2014    | Luigi Albore Mascia | PDL puis liste civique |                                    |
| 15 juin 2014    | 10 juin 2019    | Marco Alessandrini  | PD                     |                                    |
| 10 juin 2019    | En cours        | Carlo Masci         | FI                     | Avocat                             |

### Jumelages
- Arcachon (France) depuis 1968
- Miami Beach (États-Unis)
- Split (Croatie)
- Messine (Italie)

## Population et société

### Évolution démographique
Habitants recensés

## Sport
- Delfino Pescara 1936
- De 1924 à 1961, il s'est tenu dans les rues de la ville et alentours le Grand Prix automobile de Pescara de Formule 1.
- De 1987 à 1998, le club du Pescara Nuoto a remporté tous les trophées européens possibles de water-polo masculin.
- 16e édition des Jeux méditerranéens du 26 juin au 5 juillet 2009

## Culture et patrimoine

### Aire protégée
- La réserve naturelle Pineta Dannunziana
- La Réserve naturelle Pineta de Santa Filomena

### Personnalités liées à la commune
- Maurizio Costanzo, présentateur du programmes de Canale 5
- Gabriele D'Annunzio, écrivain
- Danilo Di Luca, champion de cyclisme
- Nada Fiorelli (1919-1984), actrice
- Marco Verratti, footballeur international italien du Paris Saint-Germain
- Ennio Flaiano, dramaturge et journaliste
- Fabio Grosso, footballeur
- Vitantonio Liuzzi, pilote de Formule 1
- Piero Mazzocchetti, chanteur
- Massimo Oddo, footballeur
- Jarno Trulli, pilote de Formule 1
- Marco Patricelli (1963-), historien italien
- Ruggero Pasquarelli, acteur, chanteur, mannequin et danseur
- Filomena Delli Castelli (1916-2010), femme politique, y est morte